# 11712 Кемкук
11712 Кемкук (11712 Kemcook) — астероїд головного поясу, відкритий 25 квітня 1998 року.
Тіссеранів параметр щодо Юпітера — 3,404.